# Der Staatsanwalt hat das Wort: Das Wochenendhaus
Das Wochenendhaus ist die zweite Episode des deutschen Fernsehfilms Aus der Arbeit einer Schiedskommission von Wilhelm Gröhl aus dem Jahr 1968. Das kriminologische Fernsehspiel erschien als 11. Folge der Filmreihe Der Staatsanwalt hat das Wort.

## Handlung
Sigi, Thomas und Dagmar, alle Anfang zwanzig, machen durchaus keinen üblen Eindruck. Mit Tatkraft und Phantasie haben Sigi und Thomas in ihrer Freizeit das Wochenendhäuschen errichtet, in das letzterer noch Dagmar als seine junge Frau brachte. Einen dunklen Punkt hat das Häuschen allerdings. Die Glastür hatte Sigi mangels anderer Beschaffungsmöglichkeiten von einer Baustelle mitgehen lassen. Thomas fand sich schnell damit ab und bemalte sie liebevoll mit bunten Kolibris. Während er malte oder nicht daheim war, nahm sich Sigi der jungen Ehefrau an. Dieser Belastung war auch das Band zwischen den Freunden nicht gewachsen. An der Glastür und schließlich am gesamten Häuschen wollte Thomas seinen Schmerz und seine Enttäuschung auslassen.

## Produktion
Das Wochenendhaus entstand 1968  im Zuständigkeitsbereich des DDR-Fernsehfunks, Bereich Dramatische Kunst.
Szenenbild: Dietrich Singer; Kostüm: Ursula Rotte; Dramaturgin: Käthe Riemann; Kommentar: Peter Przybylski.